# 大牧1号古墳

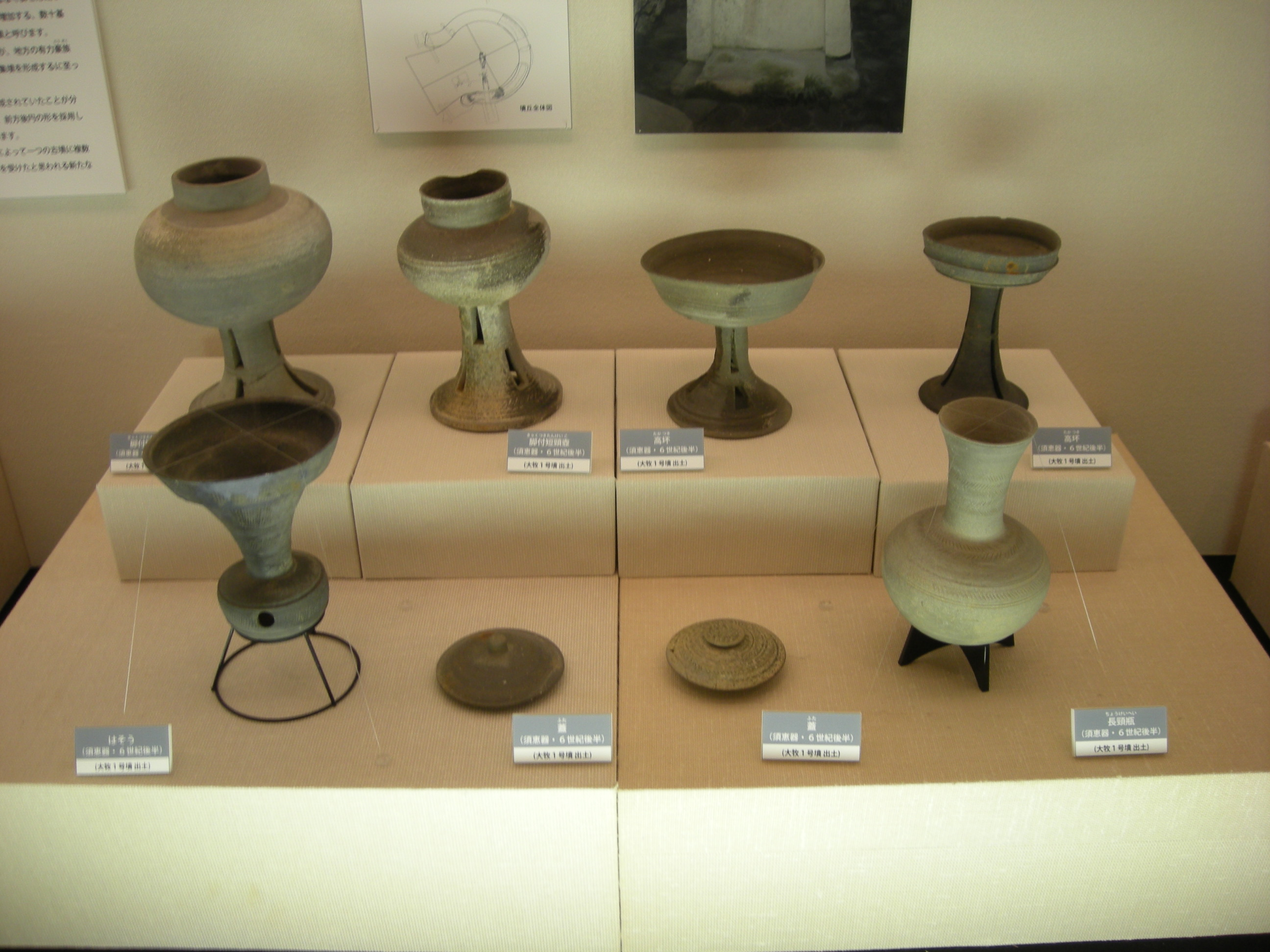
埋蔵文化財調査センターにて撮影

大牧1号古墳（おおまきいちごうこふん）は、岐阜県各務原市鵜沼大伊木町にある円墳。
正式には大牧1号墳といい、大牧古墳群に属する。大牧古墳群の中で最も完全に残っている古墳である。隣接して2号墳と3号墳があったが、陵南小学校建設の際、石室などの状態が1号墳よりも悪かったことから、残す古墳を1号墳のみとして、祈祷の上削平された。
被葬者は墳丘や石室の規模、副葬品の内容から当時の木曽川流域一帯を勢力圏とする有力な豪族であったと考えられる。
各務原台地の南縁から木曽川に向けて突き出す台地の北端部に位置し、西方約300メートルに所在する前方後円墳のふな塚古墳（4号墳）とともに総数80基以上からなる大牧古墳群の中心的な地位を占める古墳である。
1982年（昭和57年）11月の各務原市立陵南小学校建設に伴う発掘調査の結果、墳丘の大部分が台地の地山を削って造りだされた直径約30メートルの円墳と推定され、墳丘の周囲には北部から東部、南部にかけ幅約5メートルの間濠が断続的に廻っていた。
墳丘の内部には、南に開口する横穴式石室が構築されている。

## 概要
- 墳形 - 前方後円墳
- 規模
  - 全長 - 直径約30m全長45m
  - 石室 - 横穴式石室（奥行き約4.5メートル、幅約2.5メートル、高さ約3.5メートル）
  - 石棺 - 凝灰石製の組み合わせ式家形石棺（長さ約2.4メートル、高さ約1.3メートル）

## 出土品
- 土器
- 武具 - 直刀・鉾・鉄鏃など
- 馬具 - 轡・鐙・杏葉・辻金具・磯金具など
- 装身具 - ガラス製丸玉・耳環（金環）・銀製空玉など

## 文化財

### 各務原市指定文化財
- 史跡
  - 大牧一号古墳 - 1984年（昭和59年）6月26日指定

## 現地情報

### 所在地
- 岐阜県各務原市鵜沼大伊木町4丁目425 （各務原市立陵南小学校敷地内）

### 交通アクセス
- 名鉄各務原線 名電各務原駅より徒歩で約30分。
- 各務原市ふれあいバス：稲羽線「陵南小学校口」バス停より徒歩で約10分。

※ 内部には小学校敷地からのみ入れる為、事前予約が必要。墳丘は畑と小学校敷地が柵で分けられているが、いずれも予約が必要である。